# Bryum flavipes
Bryum flavipes är en bladmossart som beskrevs av C. Müller 1900. Bryum flavipes ingår i släktet bryummossor, och familjen Bryaceae. Inga underarter finns listade i Catalogue of Life.